# Altiburo
Altiburo è un'antica città della Numidia, passata in seguito sotto l'influenza di Cartagine, sulla strada che collegava Cartagine con Theveste, ottenne nel II secolo lo status di municipio con il nome di Municipium Aelium Hadrianum Augustum Althiburitanum.
La città prosperò tra il II ed il III secolo e fu sede di una diocesi cristiana, di cui si conoscono i nomi di cinque vescovi tra il 393 ed il 646 circa. La città in seguito fu abbandonata ed i suoi abitanti fondarono la vicina Abbah Quşūr.